# Austrarcturella pictila
Austrarcturella pictila is een pissebed uit de familie Austrarcturellidae. De wetenschappelijke naam van de soort is voor het eerst geldig gepubliceerd in 1992 door Poore & Bardsley.